# Březnice u Zlína
Březnice u Zlína este o arie protejată (arie specială de conservare — SAC, sit de importanță comunitară — SCI) din Republica Cehă întinsă pe o suprafață de 1 ha, integral pe uscat.

## Localizare
Centrul sitului Březnice u Zlína este situat la coordonatele 49°11′40″N 17°38′50″E / 49.194444°N 17.647222°E.

## Înființare
Situl Březnice u Zlína a fost declarat sit de importanță comunitară în aprilie 2005 pentru a proteja 1 specie de animale. Situl a fost protejat și ca arie specială de conservare în octombrie 2013.

## Biodiversitate
Situată în ecoregiunea continentală, aria protejată nu include niciun habitat protejat.
La baza desemnării sitului se află o specie protejată de  nevertebrate: Vertigo angustior.